# Чемпионат мира по бобслею 1978
33-й чемпионат мира по бобслею и скелетону прошёл с 4 по 12 февраля в 1978 году в городе Лейк-Плэсид на Олимпийской санно-бобслейной трассе.

## Соревнование двоек
| Золото                                | Серебро                                     | Бронза                                 |
| Эрих Шерер, Йозеф Бенц (4:22,89 мин.) | Майнхард Немер, Раймунд Бетге (+ 1,89 сек.) | Якоб Рёш, Вальтер Барфус (+ 1,94 сек.) |

## Соревнование четвёрок
| Золото                                                                       | Серебро                                                           | Бронза                                                                                  |
| Хорст Шёнау, Хорст Бернхардт, Харальд Зайферт, Богдан Музиоль (4:17,50 мин.) | Эрих Шерер, Ульрих Бехли, Рудольф Марти, Йозеф Бенц (+ 0,17 сек.) | Майнхард Немер, Бернхард Гермесхаузен, Ханс-Юрген Герхардт, Раймунд Бетге (+ 0,41 сек.) |

## Медальный зачёт
| Место | Страна    | Золото | Серебро | Бронза | Всего |
| ----- | --------- | ------ | ------- | ------ | ----- |
| 1     | ГДР       | 1      | 1       | 1      | 3     |
| 2     | Швейцария | 1      | 1       | 0      | 2     |
| 3     | ФРГ       | 0      | 0       | 1      | 1     |